# 濟陰郡 (東晉)
濟陰郡，後改稱南濟陰郡，中國東晉時設置的僑郡。

## 沿革
東晉後期，以徐州境內的濟陰郡流民僑置濟陰郡，領定陶縣，無實土。後頓丘郡頓丘縣割屬濟陰郡。宋孝武帝大明元年（457年），割地為境，遂割下邳郡睢陵縣屬濟陰郡。至此，濟陰郡領三縣：睢陵、定陶、頓丘，治睢陵城（今江蘇省睢寧縣）。
宋明帝泰始二年（466年），失淮北四州，濟陰郡遂入北魏，改稱南濟陰郡。梁武帝普通五年（524年），北伐剋睢陵城，取南濟陰郡。遂分北魏徐州置睢州，治睢陵城，南濟陰郡改屬睢州。東魏孝靜帝武定五年（547年），取南梁南濟陰郡，移治竹邑城（今安徽省宿州市埇橋區符離鎮），睢陵縣改屬彭城郡。武定六年（548年），盡取南梁睢州、潼州之地；併睢州入潼州，改稱睢州，南濟陰郡仍屬之。至此，南濟陰郡領二縣：頓丘、定陶。
北齊文宣帝天保七年（556年），廢南濟陰郡及其領縣為竹邑縣，改屬睢南郡。

## 人口
- 宋孝武帝大明八年（464年），濟陰郡有2305戶、11928口。[5]

## 太守
- 李方叔，梁郡蒙縣人，宋文帝元嘉中在任。[6]
- 申闡，魏郡魏人，宋明帝泰始二年（466年）被殺。[7]